# Алехандро-Гальиналь
Алехандро-Гальиналь (исп. Alejandro Gallinal) — населённый пункт сельского типа на юго-востоке центральной части Уругвая, в департаменте Флорида.

## География
Расположен на шоссе № 7, примерно в 140 км к северо-востоку от столицы страны, города Монтевидео. Абсолютная высота — 203 метра над уровнем моря.

## История
Изначально населённый пенкт носил название Серро-Колорадо. 18 декабря 1952 года был переименован в Алехандро-Гальиналь согласно указу № 11.893. 28 января 1985 года получил статус села (Pueblo) указом № 15.708.

## Население
По данным на 2011 год население составляет 1357 человек.
| Год  | Население |
| ---- | --------- |
| 1963 | 593       |
| 1975 | 906       |
| 1985 | 1092      |
| 1996 | 1170      |
| 2004 | 1336      |
| 2011 | 1357      |

Источник: Instituto Nacional de Estadística de Uruguay